# 須田利美
須田 利美（すだ としみ）は、日本の研究者。東北大学電子光理学研究センター教授。

## 経歴
埼玉県で生まれる。埼玉県立熊谷高等学校を経て1983年、東北大学理学部物理学科卒業。1988年、東北大学物理学研究科原子核理学専攻終了。同年、大阪大学核物理学センター日本学術振興会特別研究員、東北大学教養学部物理学科助手。1991年、東京大学原子核研究所文部省内地研究員。1993年～1995年、ダルムシュタット工科大学フンボルト財団研究員。1999年～2002年、理化学研究所RI研究室専任研究員。2004年～2006年、北京大学客員教授。2018年からヨハネスブルグ大学客員教授。2021年～2023年、東北大学電子光理学研究センター教授。2022年から京都大学化学研究所先端ナノビーム科学客員教授。

## 研究
- 日本人の研究チームによって初めて発見された元素として知られているニホニウムの発見に貢献した[4]。
- ナトリウム輸送体(AtHKT1)が雄しべにナトリウムがたまるのを防いでいることを明らかにした[5]
- ウラン238核の光核分裂反応で生成した中性子過剰核を標的とした電子散乱実験に成功した。これにより、オンライン生成した不安定核を標的とする電子散乱実験が実施可能であることが証明された[6]。

## 授賞
- 理研栄峰賞(2024年)[7]